# Сопор
Сопор (від лат. sopor — заціпеніння, млявість, сон) — патологічний стан, глибоке пригнічення свідомості зі збереженням рефлекторної діяльності у відповідь на такі подразники, як біль, різкий звук, яскраве світло (прекома, сопоро́зний стан, status soporosus). При цьому хворий не реагує на оточуючий світ, не виконує жодних дій (втрата самостійної діяльності), не відповідає на питання. Може мати як патофізіологічну, так і медикаментозну природи.
Це один із етапів послідовного порушення свідомості сомноленція (прекома)→сопор (глибокий сон)→кома.[джерело?]

## Причини
Стан сопору може спостерігатися як результат травматичного, судинного, запального, пухлинного та/чи токсичних уражень головного мозку.

## Діагноз
При обстеженні виявляють м'язову слабкість, пригнічення глибоких рефлексів, зниження реакції зіниць на світло, але при цьому рефлекси рогівки та ковтання збережені.

## Лікування
За слабкої форми сопорозного стану хворого вдається вивести завдяки великим зусиллям, використовуючи грубі больові подразники (уколи, щипки), при цьому, як позитивний результат, проявляються мімічні рухи, як відзеркалення внутрішнього болю/страждань, а також можливі інші рухливі реакції.
Якщо ж сопорозний стан спричинило порушення мозкового кровообігу, забій або струс мозку чи іншими захворювання, необхідна госпіталізація й постійне горизонтальне положення хворого.

Тоді необхідне повільне адміністрування дегідратуючого агенту (20 мл 40 % розчину глюкози внутрішньовенно, 10 мл 2,4 % розчину амінофиліну з 10 мл 40 % розчину глюкози внутрішньовенно, або 1-2 мл 12 % розчину внутрішньом'язово амінофілін, 10 мл 25 % розчину магнію сульфат внутрішньом'язово, 50 мг гіпотиазид внутрішньо) та вазодилататори (1-2 мл 2 % розчину папаверину підшкірно, 1 мл 1 % розчину нікотинової кислоти внутрішньовенно).

## Патологія
При подальшому поглибленні сопору свідомість повністю втрачається, розвивається кома